# Satyriasis
Satyriasis är en föråldrad benämning på manlig hypersexualitet, det vill säga överdriven sexualdrift. Det nämns under F52.7, överdriven sexualdrift, i ICD-10.
Hypersexualitet kan bero på en endokrin störning, till exempel hyperandrogenism. ICD-10 räknar det inte som satyriasis om tillståndet är ett symtom vid en affektiv störning eller ett tidigt skede av demens.